# Phú Nhuận, Bảo Thắng
Phú Nhuận là một xã thuộc huyện Bảo Thắng, tỉnh Lào Cai, Việt Nam.
Xã Phú Nhuận có diện tích 84,44 km², dân số năm 1999 là 8510 người, mật độ dân số đạt 101 người/km².